# Вугільна промисловість Австралії

Енергетичні запаси Австралії. Сірий колір - кам'яне вугілля, блакитний колір - буре вугілля, червоний колір - газ.

## Запаси вугілля в Австралії
На частку Австралії в кінці ХХ ст. припадає 8% світових запасів кам'яного вугілля і 15% запасів бурого вугілля. За запасами бурого вугілля Австралія в кінці ХХ ст. займає 2-е, а кам'яного вугілля — 6-е місце серед промислово розвинених країн. Основні родовища кам'яного вугілля розташовані на сході країни, в штатах Новий Південний Уельс і Квінсленд і пов'язані з пермо-тріасовими відкладеннями міжгірських прогинів. Найбільш великі басейни — Сідней, розвідані запаси якого — 85 млрд т (штат Новий Південний Уельс), і Боуен — 42 млрд т (штат Квінсленд). У басейні Боуен (штат Квінсленд) вугільні пласти залягають в сприятливих гірничо-геологічних умовах, вугілля доброї якості. У басейні Сідней (штат Новий Південний Уельс) вугільні пласти тектонічно порушені значно сильніше, а вугілля має підвищену зольність, але добре коксується. Вугільні пласти характеризуються великою потужністю (до 6 м), глибина їх залягання змінюється від декількох метрів (в районі міста Ньюкасл) до 900 м в центральних частинах басейну. Вугілля малосірчисте (до 1,2%), низькофосфористе (до 0,07%), вихід летких 14,8 38%, зольність 2 8%, теплота згоряння 25-30 МДж/кг; ступінь метаморфізму вугілля змінюється від коксівного до газового і довгополуменевого. Невеликі запаси кам'яного вугілля відомі в Західній Австралії в басейні Коллі, в південно-західній частині залягає суббітумінозне вугілля. Буровугільний басейн Латроб-Валлі (загальні запаси 113 млрд т) в штаті Вікторія пов'язаний з олігоцен-міоценовими відкладами. Найбільш великі родовища Яллорн і Моруелл розташовані в долині річки Латроб.

## Вугільна промисловість
За видобутком кам’яного вугілля Австралія станом на 2001 рік займає 4-е місце у світі після Китаю, США, та Індії. Динаміка вуглевидобутку (млн т):
- 1990 – 159; 1994 – 177; 1998 – 219; 1999 – 227; 2000 – 224; 2001 – 238.

Згідно з Mining Annual Review у 2002 році очікувався видобуток вугілля 267,8 млн т. Головний басейн, де добувається високоякісне кам'яне вугілля, знаходиться поблизу Ньюкасла, Сіднея, Кембла. Кам'яне вугілля добувається також на стику Нового Південного Уельса і Квінсленда, в Центральному Квінсленді в басейні Боуен і в Східному Квінсленді в басейні Блер-Атол. Близько 2/3 видобутку припадає на Новий Південний Уельс (головним чином підземним способом), інша частина на Квінсленд головним чином відкритим способом).
Коксівне вугілля добувають з родовищ поблизу Ньюкасла і Вуллонгонга. Напівбітумінозне вугілля розробляється в районах Іпсуїч і Каллайд в Квінсленді, Лі-Крік в Південній Австралії і Фінгал в Тасманії. Найбільше родовище Західної Австралії знаходиться в Коллі за 320 км на південь від Перта. У долині Латроб у Вікторії експлуатують великі родовища бурого вугілля: три основних пласти там розробляються відкритим способом.
Австралія – провідний експортер вугілля у світі: 30% морських перевезень вугілля припадає на Австралію. Половина експорту вугілля прямує в Японію, інша частина в країни АТР і ЄС, в основному в Нідерланди і Велику Британію. Експорт вугілля у 2001 р склав $11 млрд, а у 2002 – $13.2 млрд (оцінка). Динаміка експорту австралійського вугілля: 1960 – понад 1 млн т, середина 1980-х років – 70-80 млн т. (тоді Австралія стала найбільшим експортером вугіллям у світі), до 2010 року очікувався експорт в обсязі близько 230-240 млнт/рік.